# James Sacré

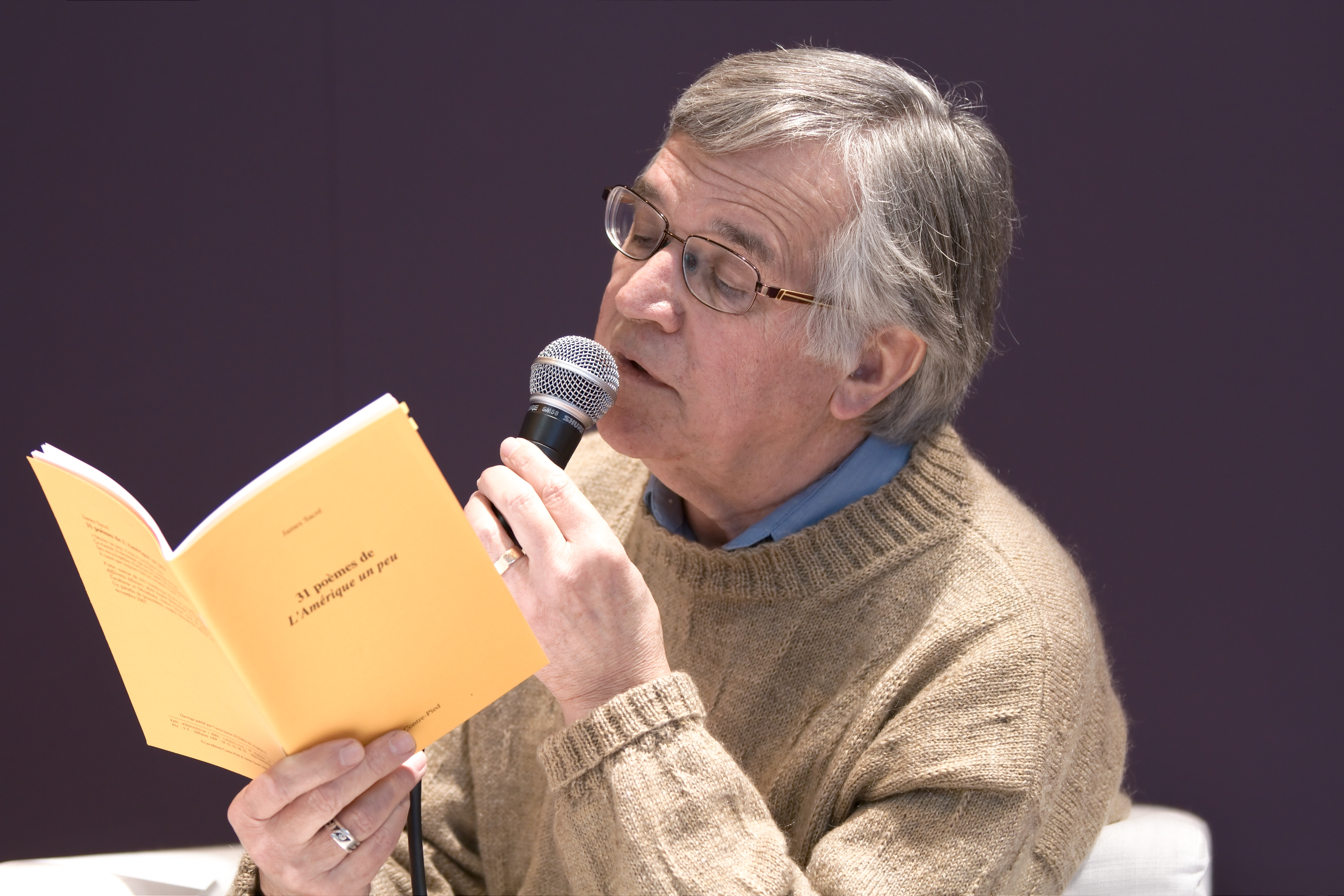
James Sacré, 2010

James Sacré (* 17. Mai 1939 in Saint-Hilaire-des-Loges) ist ein französischer Schriftsteller, Dichter und Literaturwissenschaftler.

## Leben und Werk
James (gesprochen: /ʒam/) Sacré wuchs im Département Vendée auf und begann das Berufsleben als Volksschullehrer. Von 1965 bis 2001 lebte er überwiegend in den Vereinigten Staaten, wo er 1972 mit der Arbeit Un sang maniériste. Étude structurale autour du mot "sang" dans la poésie lyrique française de la fin du seizième siècle (erschienen bei Payot, Paris 1977) promoviert wurde und am Smith College Französisch lehrte. Seit 2001 lebt er in Montpellier. Mehrere Reisen führten ihn in den Maghreb.
Seit 1965 schafft Sacré in zahlreichen Bänden ein von der Kritik wohlwollend aufgenommenes, gleichwohl schwierig zu rezipierendes dichterisches Werk, das nicht übersetzt wurde, auch nicht ins Deutsche.

### Handbuchliteratur
- Jean-Michel Maulpoix: Histoire de la littérature française. XXe. 1950/1990. Hatier, Paris 1991, S. 432–434.
- Benoît Conort: Sacré, James. In: Jean-Pierre de Beaumarchais, Daniel Couty und Alain Rey (Hrsg.): Dictionnaire des littératures de langue française. Auteurs. Ausgabe in 3 Bänden. Bordas, Paris 1984, S. 2054.